# Uhligia schilskyi
Uhligia schilskyi es una especie de coleóptero de la familia Mordellidae. Es la única especie del género Uhligia.

## Distribución geográfica
Habita en el Cáucaso (Armenia y Rusia).